# Хопфова брадавичаста акрокератоза
Хопфова брадавичаста акрокератоза (ХБА) (Acrokeratosis Verruciformis - Hopf) је ретка генодерматоза са аутозомно доминантним начином наслеђивања. Брадавичаста акрокератоза је поремећај кератинизације који карактеришу вишеструке кератотичне лезије са равним врховима, боја коже, које подсећа на равне брадавице које се обично примећују на леђима шакама и стопалима.
Лезије идентичне онима код брадавичасте акрокератозе такође се примећују код многих пацијената са акралном Дариеровом болешћу  (која се такође назива фоликуларна кератоза) или чак код рођака особа са Дариевом болешћу.
Значајне контроверзе окружују природу и однос акрокератозе и Дариеове болести и да ли су оне манифестације једне генетске абнормалности. Неки аутори сугеришу да су брадавичаста акрокератозе и Дареове болест различите ентитете, док други сматрају да су то варијабилни изрази исте болести, при чему је прва благи израз или форма другог ентитета. Недавне генетске студије разматрају како то могу бити различити ентитети који су алелне варијанте.
Дариерова болест је најважнији поремећај који треба разликовати од акрокератозе. Дариерова болест, брадавичаста акрокератоза, брадавичаста епидермодисплазија, равне брадавице и себороичне кератозе могу се разликовати на основу налаза хистолошког прегледа из узорака биопсије појединачних лезија. Тврди невус се може клинички разликовати на основу његовог касног почетка.

## Етиопатогенеза
Хопфова брадавичаста акрокератоза је последица абнормалног ATP2A 2 гена. Има аутосомно доминантно наслеђе, што значи да само једна копија захваћеног гена треба да се наследи да би се развила болест. Ако је један родитељ погођен, шанса да дете развије Хопфова брадавичасту акрокератозу је 1 од 2 (50%).
Мутације у ATP2A 2 гену такође изазивају Дариерову болест. Ген кодира саркоплазматски ретикулум калцијум АТПазу 2 пумпу, која контролише интрацелуларни калцијум. Претпоставља се да оштећено функционисање ове пумпе мења способност дезмозома да међусобно повежу кератиноците.

## Клиничка слика
Брадавичасте акрокератозе је обично присутна при рођењу или се манифестује у раном детињству, али почетак може бити одложен до пете деценије живота. Хопфова брадавичасте акрокератозе има аутозомно доминантни начин преноса, али се јављају и спорадични случајеви.
У клиничкој слици уочене су суве, грубе, боје коже или црвенкасто-браон папуле са равним врхом или брадавичасте папуле које подсећају на равне брадавице, посебно на доњем делу шака и, понекад, на доњем делу стопала..
Папуле се такође могу наћи на коленима, лактовима, подлактицама или потколеницама. Мале групе или изоловане папуле могу се развити на другим деловима тела. Папуле се понекад лакше напипају него виде.
Кожа длана може бити задебљана и може показати тачкасту кератозу, јаме или пунктиформне прекиде у дерматоглифима, идентичне онима уоченим код особа са Дариеровом или Гроверовом болешћу.
Такође се може видети захваћеност ноктију, укључујући уздужно цепање, пруге и субунгуалну хиперкератозу.

## Дијагноза
За постављање дијагнозе потребно је урадити биопсију коже.
Дермоскопија ових лезија може показати неправилне беле хомогене површине и калдрмасту формацију, што би могло бити од помоћи у постављању или потврђивању дијагнозе.
Хистолошки, пресеци откривају хиперкератозу, редовну акантозу и папиломатозу са истакнутим грануларним слојем, који типично има изглед „црквеног тола“. Паракератоза није карактеристика. Епидермална вакуолизација није присутна, а може се видети благи дермални инфламаторни инфилтрат.

## Диференцијална дијагноза
Дариерова болест је најважнија диференцијална дијагноза, а пацијенти могу показати идентичне налазе клиничким прегледом. Дискератотичне ћелије су карактеристичне за Дариерову болест, посебно код добро утврђених лезија, али оне нису присутне при хистолошком прегледу брадавичасте акрокератозе.
Брадавичаста епидермодисплазијаиа, равне брадавице и себороичне кератозе, које такође могу клинички симулирати лезије брадавичасте акрокератозе, могу се разликовати на основу хистолошких карактеристика.

## Терапија
Једини ефикасан третман је површинска аблација. Лечење се генерално не препоручује, мада су испробани медицински и хируршки третмани. 
- Примена ретиноичне киселине била је од помоћи код неких особа.
- Пријављено је да орални деривати витамина А имају одређени успех.[13][14]

- Може се користити деструкција лезија криотерапијом или ласером, посебно деструктивним ласерима као што су угљен-диоксидни или Нд:ИАГ ласери.

Нетретиране лезије опстају и постају уочљивије након дужег излагања сунцу због затамљења.
Пријављено је да третиноин има неке ефекте код неких особа са овим лезијама. Поред тога, у пријављеном случају Хопфове брадавичаста акрокератозе повезане са кератоакантомима, третман ацитретином је драматично побољшао оба стања.
Инхибитори Јанус киназе (ЈАК) показују потенцијал у лечењу Дариеове болести и сродних стања.

## Компликације
Трансформација брадавичасте акрокератозе у карцином сквамозних ћелија коже пријављена је у два случаја.